# ویکتوریا پندلتون
ویکتوریا پندلتون (انگلیسی: Victoria Pendleton؛ زادهٔ ۲۴ سپتامبر ۱۹۸۰) یک دوچرخه‌سوار اهل بریتانیا است.
او در بازی‌های المپیک تابستانی ۲۰۰۸ و بازی‌های المپیک تابستانی ۲۰۱۲ توانست مدال طلا بگیرد.